# Liste der Bodendenkmäler in Merzenich
Die Liste der Bodendenkmäler in Merzenich enthält die denkmalgeschützten unterirdischen baulichen Anlagen, Reste oberirdischer baulicher Anlagen, Zeugnisse tierischen und pflanzlichen Lebens und paläontologischen Reste auf dem Gebiet der Gemeinde Merzenich im Kreis Düren in Nordrhein-Westfalen (Stand: April 2021). Diese Bodendenkmäler sind in Teil B der Denkmalliste der Gemeinde Merzenich eingetragen; Grundlage für die Aufnahme ist das Denkmalschutzgesetz Nordrhein-Westfalen (DSchG NRW).
| Bild                                                                               | Bezeichnung                                                                        | Lage                         | Beschreibung | Bauzeit | Eingetragen seit | Denkmal- nummer |
| ---------------------------------------------------------------------------------- | ---------------------------------------------------------------------------------- | ---------------------------- | ------------ | ------- | ---------------- | --------------- |
| Mittelalterliche bis neuzeitliche Pfarrkirche Merzenich und Ehrenfriedhof von 1948 | Mittelalterliche bis neuzeitliche Pfarrkirche Merzenich und Ehrenfriedhof von 1948 | Merzenich Bergstraße 1 Karte |              |         | 28.03.2019       | 38              |